# الموسوعة العربية العالمية
الموسوعة العربية العالمية موسوعة تعليمية وثقافية عامة في تاريخ الثقافة العربية الإسلامية، شارك في إنجازها العديد من العلماء، والمؤلفين، والمحررين، وهي منشورة بنسختين مطبوعة والكترونية. وترجمت بتصرف عن دائرة المعارف العالمية مع التنقيح والمواءمة للثقافة الإسلامية العربية، صدرت عن مؤسسة أعمال الموسوعية للنشر والتوزيع بالرياض عام 1416هـ، 1996م، بتمويل وتوجيه من الأمير سلطان بن عبد العزيز آل سعود، وتقع في 30 مجلدًا ومرتبة حسب الأحرف الأبجدية العربية، ومزودة بوسائل إيضاحية ملونة ورسوم وخرائط، وقد صدرت الطبعة الثانية من الموسوعة العربية العالمية عام 1419هـ، 1999م، منقحة ومزيدة ومحدثة. اعتمدت في بعض مواضيعها وأجزاءها على موسوعة دائرة المعارف العالمية (World Book International). ومنذ عام 1999 جرى العمل على النشر الإلكتروني للموسوعة العربية العالمية التي صدرت الطبعة الإلكترونية منها في عام 2004. وقد بلغ عدد مقالات الموسوعة نحو 24000 مقال.

## المحتويات
تحتوي الموسوعة على أكثر من (24000) موضوعاً ومقالاً مختلفة موزعة على كتب التراث العربي الإسلامي ومقالات مطولة عن الحضارة الإسلامية وعن المواقع والاماكن الأثرية في الجزيرة العربية والأدب الفارسي وغيرها من المواد والموضوعات المعرفية والعلوم في المجالات المتعددة.  كما تضم بين صفحاتها 17 ألف صفحة يوجد بها 12 ألف صورة و 2500 خريطة و 4000 إيضاح و 1000 جدول إحصائي.

## نسخ الموسوعة

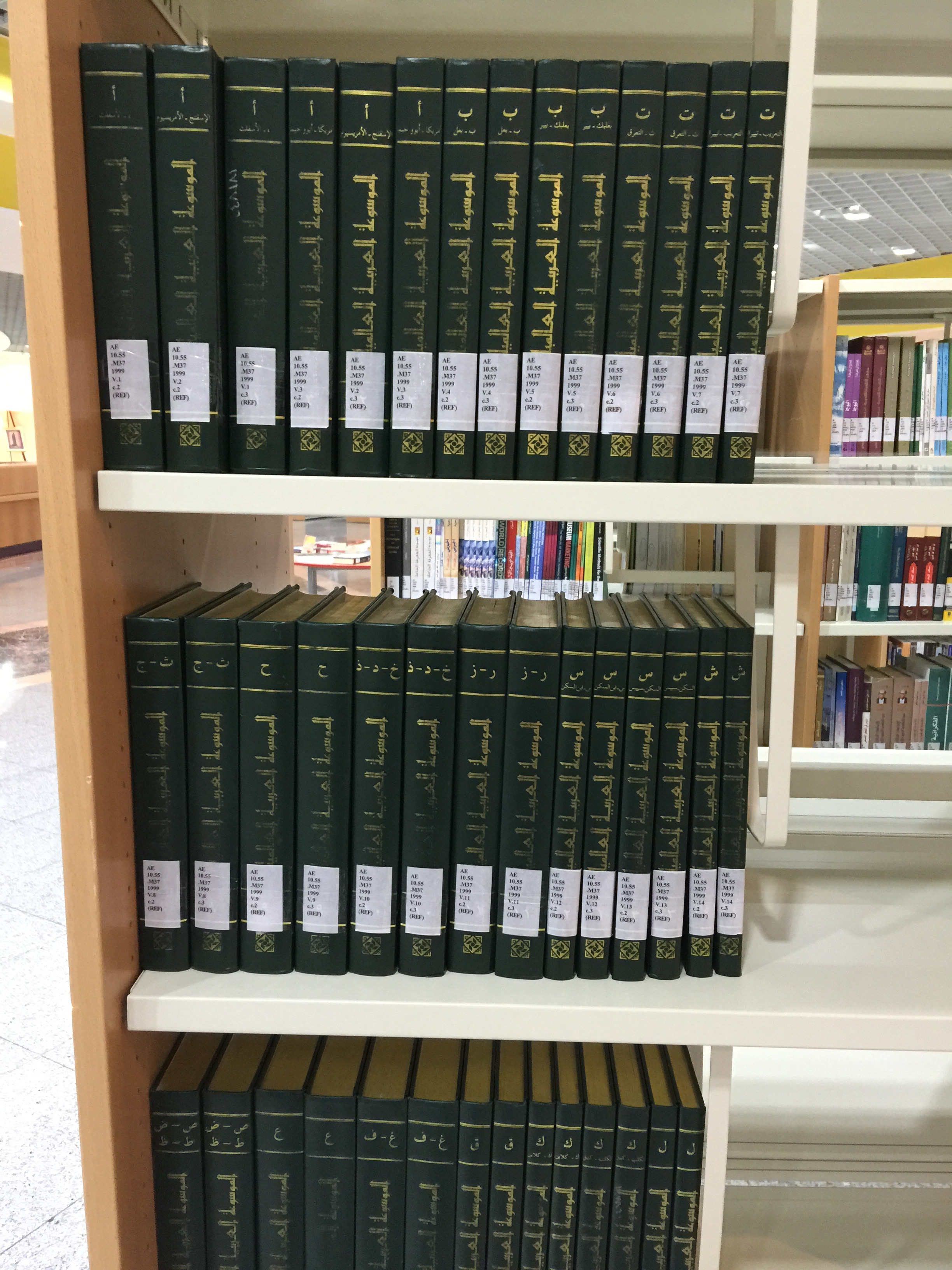
بعض مجلدات الموسوعة العربية العالمية

- النسخة المطبوعة: مكونة من 30 مجلداً فاخراً تحتوى على 17 ألف صفحة يوجد بها 12 ألف صورة، 2500 خريطة، 4000 إيضاح، 1000 جدول إحصائي وزمني.وقد طبعت مرتين، الأولى في 1996م، والثانية في 1999م.
- النسخة الإلكترونية: مكونة من نسخة مجانية تحتوي على 4000 مقالة، ونسخة تحتاج إلى أشترك مدفوع تحتوي على 150.000 مادة بحثية، 20.000 صورة وخريطة وإيضاح وجدول، 500 لقطة فيديو ومقطع صوتي. في رمضان من عام (1428هـ - 2007) انتشرت نسخة من الموسوعة على الإنترنت بصيغة ملف تعليمات CHM وكان حجمها 220 ميغا بايت.

## ركائز العمل
ركزت المعلومات التي أعدت منها الموسوعة العربية العالمية على العديد من الأسس، المتمثل بمنهج الموسوعة، من خلال النظر إلى كافة القضايا والمعارف، سواء المترجمة منها أو المؤلفة، ويأتي في مقدمة هذه الأسس: 
1. التأليف: حيث يتم العمل في قسم التأليف على أعداد وتأليف مواد جديدة في مختلف مجالات الحياة العربية والإسلامية، ومظاهرها، إضافة إلى إنجازات العلماء والمفكرين العرب والمسلمين في كافة حقول المعرفة والعلوم والفنون والأدب.
2. الترجمة: في غالب المواد المتاحة عبر الموسوعة العربية العالمية والمتعلقة بمجالات العلوم الطبيعية والتقنية المعاصرة ترجمت بتصرف، وفي الكثير منها ترجمت عبر الموسوعة البريطانية
3. التنقيح: حيث تم تكليف فريق متخصص في عمليات متتالية ومستمرة من التنقيح، وشمل التنقيح حذف بعض المواد أو الفقرات التي لا تتناسب مع القيم العربية والاسلامية.

## اجزاء الموسوعة
بلغت اجزاء الموسوعة ثلاثون جزء مطبوعة ومغلفة بغلاف اخضر غامق مذهب وبلغت كالتالي:
1. المجلد الأول: من الهمزة (ء) - الأسفلت: ويشمل هذا الجزء المقدمة للطبعة الثانية ومقدمة الطبعة الأولى.
2. المجلد الثاني: حرف الألف (من كلمة الإسفنج - الأمريسيوم)
3. المجلد الثالث: حرف الألف (من كلمة أمريكا - أيوو جيما)
4. المجلد الرابع: حرف الباء - بعل
5. المجلد الخامس: بعلبك - بيير سيمون لابلاس
6. المجلد السادس: حرف التاء (ت - التعرق)
7. المجلد السابع: حرف التاء (التعريب - تييرا دل فيوجو)
8. المجلد الثامن: حرفي التاء (تكملة) وحرف الجيم
9. المجلد التاسع: حرف الحاء
10. المجلد العاشر: حروف الخاء والدال والذال
11. المجلد الحادي عشر: حروف الراء والزين
12. المجلد الثاني عشر: حرف السين إلى كلمة "ابن السكن"
13. المجلد الثالث عشر: حرف السين من كلمة السكن - سييس إيمانويل جوزيف
14. المجلد الرابع عشر: حرف الشين
15. المجلد الخامس عشر: حروف ص - ض - ط - ظ
16. المجلد السادس عشر: حرف العين
17. المجلد السابع عشر: حرفي الغين والفاء
18. المجلد الثامن عشر: حرف القاف
19. المجلد التاسع عشر: حرف الكاف إلى كلمة "كلاين فرانز"
20. المجلد العشرون: متابعة حرف الكاف، من كلمة الكلب - كييل
21. المجلد الحادي والعشرون: حرف اللام.
22. المجلد الثاني والعشرون: حرف الميم (م - المدروان)
23. المجلد الثالث والعشرون: حرف الميم (مدريد - مكتب العتقاء)
24. المجلد الرابع والعشرون: حرف الميم (مكتبة - ميونخ، اتفاقية)
25. المجلد الخامس والعشرون: حرف النون
26. المجلد السادس والعشرون: حرف الهاء
27. المجلد السابع والعشرون: حرفي الواو والياء
28. المجلد الثامن والعشرون: معجم الموسوعة
29. المجلد التاسع العشرون: كشاف الموسوعة (من حرف أ - س)
30. المجلد الثلاثون: كشاف الموسوعة (من حرف ش - ي)

## الوصلات الخارجية
- موقع الموسوعة العربية العالمية الألكتروني
- أعمال الموسوعة العربية العالمية